# Exhumación (geología)

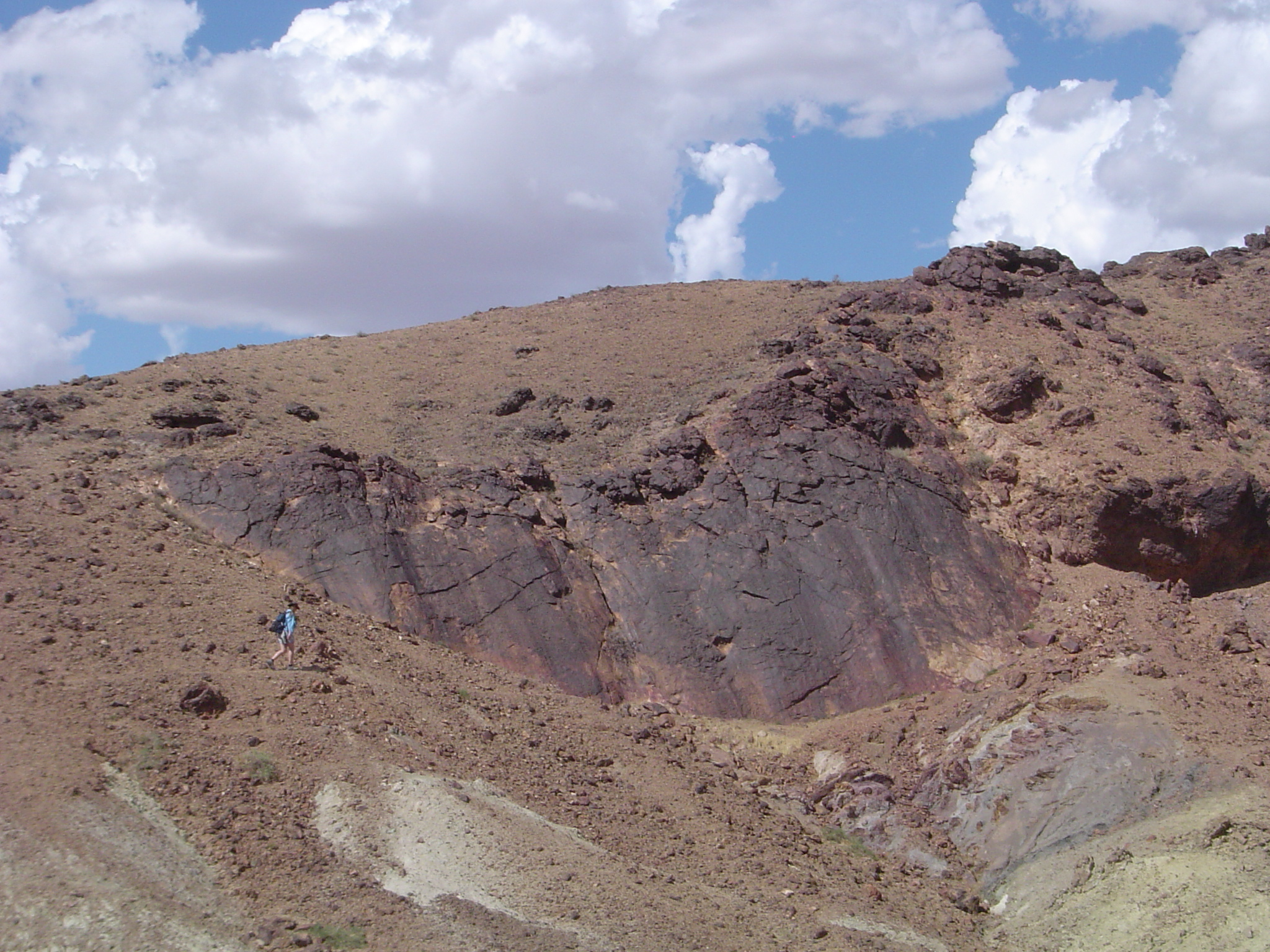
Espejo de falla exhumado en el desierto de Gobi. El espejo de falla se formó en profundidad y luego ha llegado a la superficie formando un escarpe de línea de falla.

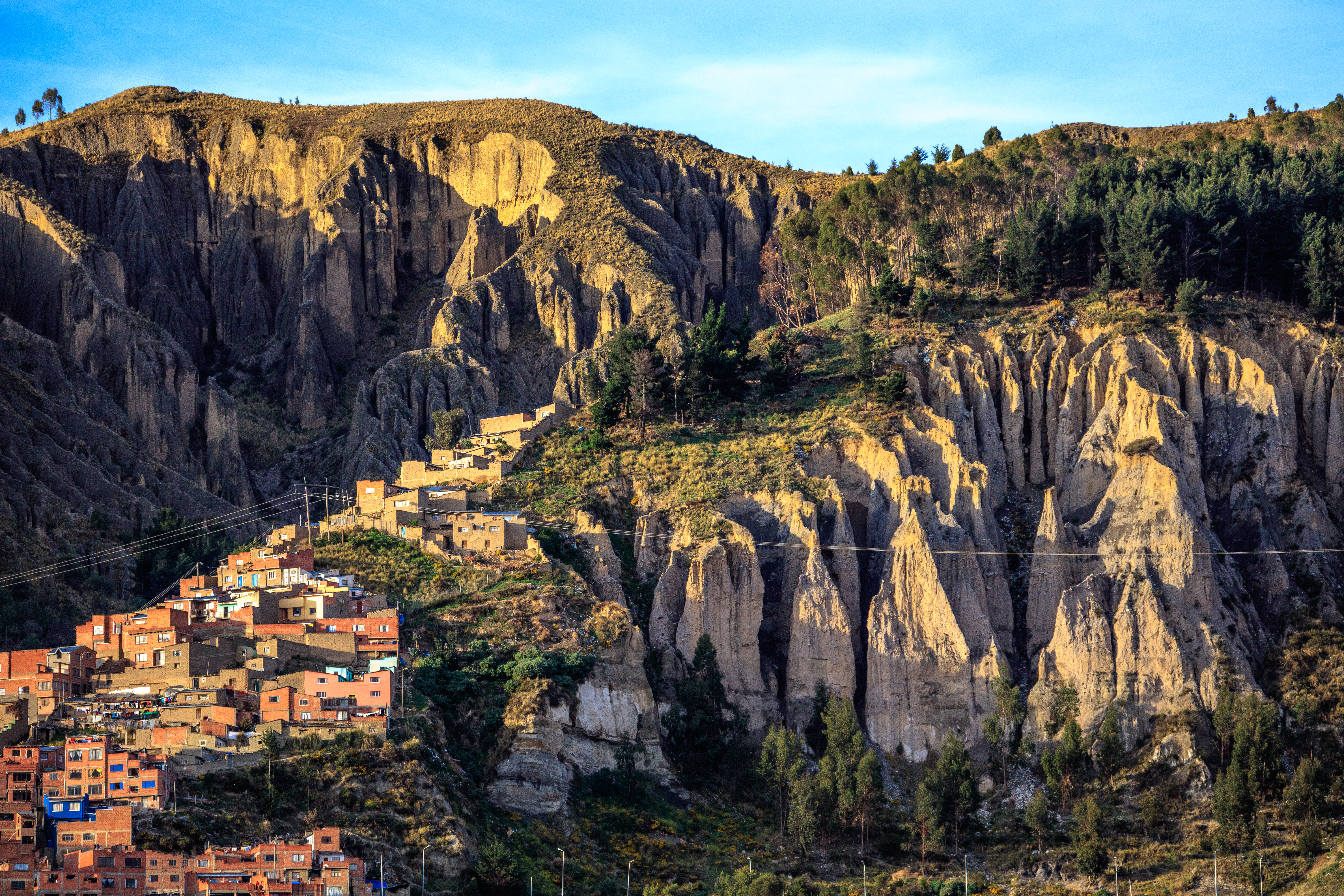
Estratos sedimentarios exhumados en Bolivia. Anterior a su exhumación estos sedimentos se encontraban enterrados en una cuenca sedimentaria con deposición activa. Actualmente se encuentran en proceso de erosión.

En la geología se conoce como exhumación al proceso mediante el cual  una roca que ha estado en el interior de la Tierra se aproxima a la superficie terrestre. La erosión, las fallas normales y el adelgazamiento dúctil de la corteza terrestre son los procesos mediante los cuales las rocas son exhumadas. El trabajo de campo de los geólogos es principalmente sobre rocas exhumadas. Un término relacionado que se ha tendido a confundir la con exhumación es la denudación el cual se ocupa para describir la erosión a escala regional.